# Salamon-szigeteki repülőkutya
A Salamon-szigeteki repülőkutya (Pteropus rayneri) az emlősök (Mammalia) osztályának a denevérek (Chiroptera) rendjéhez, ezen belül a nagydenevérek (Megachiroptera) alrendjéhez és a repülőkutyafélék (Pteropodidae) családjához tartozó nagy méretű faj.

## Elterjedése
A faj a Salamon-szigetek szigetcsoportján endemikus. A szigetek politikai megosztottsága miatt Pápua Új-Guinea és a Salamon-szigetek területén is honos. A szigetcsoport Pápua Új-Guineához tartozó szigetei közül mindkettőn, Bougainville és Buka szigetén is előfordul, míg a Salamon-szigetek (mint állam) következő szigetein honos : Choiseul, Arnavon, Vella Lavella, Shortland, Simbo, Ghizo, Kolombangara, Mono, Új-Georgia, Santa Isabel, Guadalcanal és Malaita.
A szigetcsoport két legdélebbi szigetén, két közeli rokon faja él, Rennell-szigetén a rennell-szigeti repülőkutya (Pteropus rennelli), míg San Cristobal szigetén a Makira repülőkutya (Pteropus cognatus). Ezeket korábban csak alfaji szinten különítették a salamon-szigeteki repülőkutyától, de időközben kiderült hogy teljes értékű fajok.
Távolabbi rokon faj a Santa Cruz szigetén élő
Santa Cruz szigeti repülőkutya (Pteropus sanctacrucis).

## Alfajai
- Pteropus rayneri rayneri (Gray, 1870) – Guadalcanal és Malaita
- Pteropus rayneri grandis (Thomas, 1887) – Bougainville, Buka, Choiseul, Santa Isabel és Shortland
- Pteropus rayneri lavellanus (Andersen, 1908) – a Nyugati tartomány szigetei
- Pteropus rayneri rubianus (Andersen, 1908) – a Nyugati tartomány szigetei
- Pteropus rayneri monoensis (Lawrence, 1945) – Mono

## Megjelenése
A salamon-szigeteki repülőkutyának háromszínű bundája van, a vállai narancssárgák, a háta barna és sárga alja. A fej-test hossza 230–275 mm, a kar hossza 163,0-182,4 mm, a fül hossza 27,1-34,7 mm, súlya 800-870 g.

## Fordítás
- Ez a szócikk részben vagy egészben  a   Pteropus rayneri című holland Wikipédia-szócikk fordításán alapul.  Az eredeti cikk szerkesztőit annak laptörténete sorolja fel. Ez a jelzés csupán a megfogalmazás eredetét és a szerzői jogokat jelzi, nem szolgál a cikkben szereplő információk forrásmegjelöléseként.